# 多重普遍性问题
多重普遍性问题命名了亚里士多德逻辑在描述特定直觉上有效的推论上的失败。例如，下面在直觉上是正确的：
某些猫被所有老鼠所惧怕
则它在逻辑上推出：
所有老鼠都惧怕至少一只猫
但是在亚里士多德系统中不可能表达这个推论，因为我们需要用亚里士多德的主词-谓词形式表达第一项，确使我们的谓词是"X 被所有老鼠所惧怕"，它把"所有"置于在这个理论中的三段论所不能触及的地方。
当中世纪逻辑学家发现这个问题的时候，他们看到有可能向理论增加进一步的更加复杂的三段论来允许这种推论，但是增加这种推论的所有尝试仍然不能处理其他从类似模式引发的直觉上有效的推论。
有能力处理这种推理的第一个逻辑演算是弗雷格的概念文字，它是现代谓词逻辑的祖先，它通过变量约束的方式处理量词。弗雷格的逻辑比现有的逻辑演算更富有表达力，评论家认为这是他的关键性成就。
设 x 为猫，y 为鼠，P 为惧怕。上述例子用谓词逻辑表达为：
{\displaystyle \exists x\forall yP(y,x)\Rightarrow \forall y\exists xP(y,x)}。

## 延伸閱讀
- Patrick Suppes, Introduction to Logic, D. Van Nostrand, 1957, ISBN 978-0-442-08072-3.
- A. G. Hamilton, Logic for Mathematicians, Cambridge University Press, 1978, ISBN 0-521-29291-3.
- Paul Halmos and Steven Givant, Logic as Algebra, MAA, 1998, ISBN 0-88385-327-2.